# イボイモリ
イボイモリ (Echinotriton andersoni) は、両生綱有尾目イモリ科イボイモリ属に分類される有尾類。イボイモリ属の模式種。琉球列島奄美群島と沖縄諸島の固有種。奄美群島の個体群を別種アマミイボイモリE. raffaelliiとする見解もある。

## 分布
日本（奄美大島、請島、沖縄島、瀬底島、渡嘉敷島、徳之島）
台湾に分布するとされることもあるが、確実な証拠はない。

## 形態
全長オス15センチメートル、メス20センチメートル。頭胴長オス7.5 - 8.5センチメートル、メス7.2 - 10センチメートル。頭部や胴体は扁平。正中線上に隆起が発達し、体側面には7 - 9本の隆起がある。肋骨に突起（上肋骨突起）があり、体表に突出し疣状になる。体色は黒褐色だが、まれに赤褐色の個体もいる。四肢や尾の腹面・総排泄孔・肋骨先端部の隆起は、橙色。

## 生態
常緑広葉樹からなる自然林・二次林や草原・池沼などに生息する。年間を通して湿潤なこと・獲物となる無脊椎動物が豊富であること・産卵場となる捕食者のいない水場があること、これらの条件を満たした環境が生息に必要とされる。
ミミズ、陸棲の巻貝、クモ・ワラジムシなどの節足動物・甲虫などの昆虫などを食べる。
繁殖様式は卵生。1 - 4月に、水辺の落ち葉の中や苔で覆われた岩などに卵を産む。卵は1か月で孵化する。幼生は自力で水場まで移動したり、雨水に流されて水場まで移動する。幼生は2 - 3か月で変態し、幼体になる。年によっては10月にもまだ幼生が見られることもある。飼育下では、メスが生後4年以内で性成熟した例がある。寿命は10年以上と考えられている。

## 人間との関係
森林伐採や土地造成による生息地の破壊、ため池などの繁殖地の埋め立て、ホテルやゴルフ場の取水による土壌の乾燥化、舗装道路での轢死、道路脇の側溝敷設による落下死・乾燥死、人為的に移入されたアメリカザリガニ・フイリマングース・ティラピア類などによる捕食などにより生息数は減少している。2021年に日本の個体群が、ワシントン条約附属書IIIに掲載された。日本では2016年に国内希少野生動植物種に指定され、卵も含め捕獲・譲渡などが原則禁止されている。1978年に沖縄県、2003年に鹿児島県でそれぞれ県の天然記念物に指定されている。2017年の時点で、沖縄県レッドリストでは絶滅危惧II類、鹿児島県レッドリストでは絶滅危惧I類と判定されている。
絶滅危惧II類 (VU)（環境省レッドリスト）